# 東京クラブ
東京クラブ（とうきょうクラブ）は、かつて東京都を本拠地としていたサッカークラブである。

## 概要
第二次世界大戦後の1949年に後楽園競輪場が開設された直後、読売新聞社社長の正力松太郎が日立製作所の選手だった松永碩を呼び出し、プロサッカークラブ創設を依頼したのが始まりである。正力には後楽園競輪場の開催の合間を利用してプロサッカーの試合を行い、その試合にトトカルチョを導入しようという構想もあった。松永は会談においてプロチームの編成は断ったが、国内の有力選手を集めたチーム作りは約束した。
1955年に読売新聞社の後援で行われた第1回全国都市対抗サッカー選手権大会に「東京クラブ」として出場。松永や東京の大学OBを主体としたチームは力の差を見せ付けて優勝を果たし、翌年も連覇を達成した。しかしプロ化を前提としたチームへのサッカー関係者から協力は得られず、チームの団結力も希薄であったためクラブは数年後に解散した。
その後も正力はサッカーのプロ化に関心を持ち、「読売新聞社と後楽園スタヂアムでそれぞれプロチームを設立し全国を回って興行を行う」構想を日本蹴球協会（日本サッカー協会の前身）に伝えたが、当時の日本サッカーのレベルでは時期尚早であるとの考えと、日本蹴球協会が登録する日本体育協会のアマチュア規定によりプロ登録を厳重に排除するように求められていたこともあり、実現するには至らなかった。正力は1969年に「将来のプロチーム化」を目指して読売サッカークラブを設立したが、国内でのプロ選手の導入は日本体育協会のアマチュア規定が撤廃された1986年まで持つこととなった。

## 歴代所属選手
- クリストファー・マクドナルド[4]
- 松永碩
- 加納孝
- 岩淵功
- 大埜正雄
- 長沼健